# Geoffrey Spicer-Simson
Geoffrey Basil Spicer-Simson (15 de enero de 1876 - 29 de enero de 1947) fue un marino británico, oficial de la Marina Real. Sirvió en el Mediterráneo, en el Pacífico y en la flota del Reino Unido. Es conocido como jefe de la expedición naval de 1915 al lago Tanganica, donde al mando de una flotilla de pequeñas embarcaciones derrotó a una fuerza alemana superior durante la batalla del lago Tanganica, en el transcurso de la Primera Guerra Mundial.

## Primeros años
Geoffrey nació en 1876 en Hobart, Tasmania, siendo uno de los cinco hermanos Spicer-Simson. Su padre, Frederick Simson, había sido marino mercante, y se dedicaba al comercio en soberanos de oro con la India. Establecido en Le Havre (Francia), cuando contaba con treinta y un años de edad conoció allí a Dora Spicer de dieciocho años, hija de un clérigo inglés. Tras casarse, Frederick cambió su apellido por el de Spicer-Simson.
En 1874, la familia Spicer-Simson se trasladó a Tasmania, donde tenían parientes, y explotó una granja de ovejas durante cinco años. Aunque Geoffrey nació en Tasmania, pronto viajó a Francia como deseaba su madre. Tanto él como sus hermanos estudiaron en Inglaterra. El mayor de los hermanos, Theodore Spicer-Simson, se convertiría en un famoso retratista, dedicándose a pintar tanto en Francia como en los Estados Unidos. Su hermano más joven, Noel, se incorporaría al Ejército Británico.
En 1889, Geoffrey ingresó en la Marina Real Británica, con catorce años de edad, siendo nombrado cadete el 14 de junio de 1892. Su carrera naval tuvo un buen comienzo, adelantando siete meses su paso a la Universidad Naval Real de Dartmouth. Aun así, perdió un mes de este periodo adicional por abandonar su barco en 1894. Fue promovido a subteniente suplente el 19 de febrero de 1896, siendo confirmado con el rango de subteniente el 20 de enero de 1897, por detrás de su promoción original. Obtuvo el grado de teniente el 30 de septiembre de 1898.
En aquella época comenzó a especializarse en cartografía, sirviendo en la Comisión de Fronteras del norte de Borneo en 1901, contribuyendo a la confección de varios mapas y a la definición de fronteras. Su cargo más importante fue al frente de un destructor, con el que chocó contra un bote, por lo que fue relegado a trabajos de observación horaria. Más adelante viajó a China, donde participó en la primera campaña topográfica del río Yangtsé entre 1905 y 1908. Después de volver de China, fue destinado a África, y entre 1911 y 1914 dirigió un barco cartográfico en el río Gambia. 
En 1902 se casó con Amy Elizabeth, hija de Edmund y de Phoebe Baynes-Reed, de la localidad de Victoria (Columbia Británica).
Regresó a Gran Bretaña procedente de África solo un par de días antes de que el Reino Unido entrara en la Primera Guerra Mundial el 4 de agosto de 1914. Tuvo un breve cometido en una embarcación de control del contrabando, pero dos semanas después de asumir el mando, una de sus cañoneras fue torpedeada a plena luz del día. Se le dio entonces un trabajo de oficina en el Ministerio de Marina, en el departamento encargado de transferir personal de la marina mercante a la de marina de guerra.

## "El Circo de Simson"
En abril de 1915, el Almirantazgo británico se enteró de que Alemania estaba preparando el lanzamiento de Graf von Götzen en el lago Tanganica. El Götzen era mucho más grande que cualquier otra embarcación en el lago, y daría a las fuerzas alemanas supremacía en toda su extensión. Con el control del Lago, Alemania podía trasladar fácilmente tropas y material de apoyo a sus fuerzas en y alrededor del África Oriental Alemana. Para contrarrestar al Götzen, se enviarían desde Gran Bretaña dos pequeños botes, rápidos y bien armados.
Spicer-Simson ya tenía experiencia en África y hablaba con fluidez en francés y en alemán, así que el Almirantazgo pasó por alto su mediocre hoja de servicios y lo seleccionó para dirigir la expedición. Sus jefes pensaron que no había mucho que perder enviándolo a lo que se consideraba un escenario bélico secundario comparado con la gran guerra que se libraba en Europa.
Las dos lanchas, que Spicer-Simson nombró como HMS Mimi y HMS Toutou (el Almirantazgo había rechazado su propuesta inicial para llamarlas Cat y Dog -Gato y Perro), fueron cargadas a bordo del carguero SS Llanstephen Castle el 15 de junio, junto con el equipo y los suministros de la expedición. También se enviaron dos cunas y dos remolques especiales para poder transportar las dos motoras por ferrocarril o por vía terrestre. La primera etapa del periplo del Mimi y del Toutou fue una travesía de 10.000 millas (16.000 km), que se completó después de 17 días en el mar con la llegada al Cabo de Buena Esperanza.
Desde Ciudad del Cabo, los dos botes y los hombres de la expedición viajaron hacia el norte por ferrocarril a través de Bulawayo hasta Elisabethville, a donde llegaron el 26 de julio. Después de viajar a la terminal del ferrocarril en Fungurume, las motoras fueron remolcadas y arrastradas a lo largo 146 millas (235 km) a través de la selva por yuntas de bueyes y tractores de vapor, hasta arribar al ferrocarril desde Sankisia a Bukama. En Bukama se descargaron los barcos, que se prepararon para un viaje por el río Lualaba. El Lualaba apenas tenía agua, por lo que Mimi y Toutou tuvieron que ser arrastrados 56 millas (90 km) aguas arriba, tras encallar en una ocasión catorce veces en tan solo 12 millas (19 km). Pasaron diecisiete días en el Lualaba antes de llegar a Kabalo. A partir de allí, las últimas 175 millas (282 km) del viaje hacia el Lago Tanganica fueron completadas por el ferrocarril. La expedición, conocida en ese momento como el "Circo de Simson" por todos los incidentes sufridos, llegó al puerto de Lukuga, en el lado belga del lago, el 24 de octubre de 1915.

## La batalla del Lago Tanganica

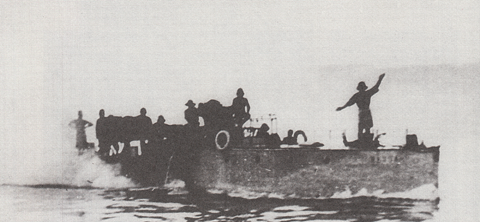
Spicer-Simson (de pie) en la cubierta de la embarcación de bandera belga Netta

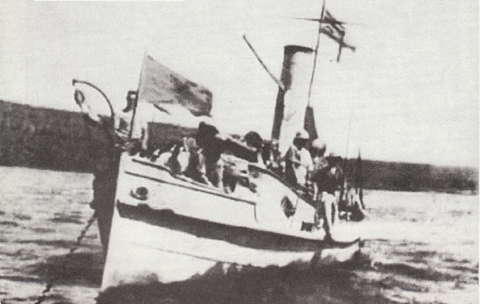
El Kingani, más tarde rebautizado como HMS Fifi

Poco después de llegar al lago Tanganica, Spicer-Simson instaló su base justo al sur de Lukuga, en Kalemie, donde habilitó un puerto mejor protegido de las tormentas del lago. Mimi y Toutou fueron ensambladas y botadas justo antes de la Navidad de 1915. Al amanecer del 26 de diciembre se avistó al vapor de la armada alemana Kingani. Spicer-Simson salió tras él con las lanchas rápidas Mimi y Toutou, y lo pudo capturar después de un breve tiroteo, que costó la vida al comandante alemán y a cuatro de sus tripulantes. El Kingani fue rebautizado como HMS Fifi, y pasó a formar parte de la flotilla de Spicer-Simson. Como resultado, el 3 de enero de 1916, fue ascendido de teniente a comandante; con efecto retroactivo a 26 de diciembre de 1915, la fecha de la captura.
El 9 de febrero de 1916, el barco alemán Hedwig von Wissmann (hermano del Hermann von Wissmann, un barco algo mayor fletado en el lago Nyasa) apareció junto a Lukuga para investigar la desaparición del Kingani. Después de 30 millas (48 km) de persecución, la flotilla de Spicer-Simson hundió al Hedwig von Wissmann.
La captura del Kingani y el hundimiento del Hedwig von Wissmann debilitó enormemente el poder naval alemán en el lago Tanganica. Sin embargo, un superviviente del Kingani informó que el Götzen (el tercer y último barco alemán que quedaba en el lago), había sido armado recientemente con un potente cañón recuperado del crucero Königsberg, hundido hacía poco tiempo en la costa de Tanzania. Este cañón dio al Götzen una gran capacidad de fuego, situándolo fuera del alcance de las motoras Mimi, Toutou, y Fifi. A pesar de que el Götzen no podía ser directamente atacado, Alemania había perdido su supremacía en el lago Tanganica.
Por la acción contra el Hedwig von Wissmann, Spicer-Simson fue galardonado con la Orden de Servicios Distinguidos el 1 de mayo de 1916. En el transcurso de la expedición, tres de sus oficiales fueron premiados con la Cruz de Servicios Distinguidos, y doce de sus hombres recibieron la Medalla a los Servicios Distinguidos.
Después de su éxito inicial, el mandato de Spicer-Simson terminó en polémica. Se negó a enviar sus barcos en ayuda de la fuerza colonial anglobelga durante la captura de Mpulungu , en la actual Zambia. Después de enfermar y retirarse a sus aposentos privados, regresó a Inglaterra para recuperarse física y mentalmente. También fue designado Comandante de la Orden de la Corona de Bélgica.

## Excentricidades
Spicer-Simson era conocido por su especial idiosincrasia. Estando todacía en Gran Bretaña, había sugerido que las motoras Mimi y Toutou se bautizaran con los nombres de Cat y Dog (Gato y Perro), propuesta rechazada por el Almirantazgo. Después de que Mimi y Toutou fueron aceptados como alternativas, explicó que significaban "miau" y "guau" en francés. Mientras ostentó el mando en el lago Tanganica, a menudo vestía una larga falda de color caqui, e insistió en que una bandera de almirante ondease en su cabaña. Fumaba cigarrillos personalizados con sus iniciales y se había hecho numerosos "tatuajes macabros" durante su estancia en Asia.

## Vida posterior
Posteriormente ocupó el puesto de Ayudante del Director de Inteligencia Naval, con el rango decapitán, siendo delegado naval y traductor de francés en la Conferencia de Paz de Versalles de 1919. Después de actuar como secretario y oficial intérprete en la Primera Conferencia Hidrográfica Internacional, celebrada en Londres en 1919, fue elegido primer secretario general de la Oficina Hidrográfica Internacional. Sirvió en este puesto de 1921 a 1937. Sus últimos años los pasó en la Columbia Británica. 
Dio una serie de conferencias sobre su misión en el lago Tanganica y contribuyó a escribir un artículo del National Geographic sobre el transporte de los dos barcos a través de las selvas del Congo. Murió en 1947.

## Reconocimientos
Reino Unido
- Orden del Servicio Distinguido (1915)
- Medalla de Guerra de China (1900)
- Estrella 1914-15 (1919)
- Medalla de Guerra Británica (1920)
- Medalla de la Victoria (1920)
- Medalla de Plata del Jubileo del Rey Jorge V (1935)
- Medalla de la Coronación del rey Jorge VI (1937)

Extranjeros
- Comandante de la Orden de la Corona (Bélgica)
- Comandante de la Orden de Saint-Charles (Mónaco)
- Cruz de Guerra con tres palmas (Bélgica)

## En la cultura popular
- Los acontecimientos de su flotilla en el Lago Tanganika inspiraron la novela y la película La Reina de África.

- Spicer-Simson fue el tema del drama de Christopher Russell titulado Navy Man God, emitido por la BBC Radio por primera vez el 19 de enero de 1985, y que se repite con regularidad en el canal digital Radio 7 de la BBC después de ser redescubierto.

## Lecturas relacionadas
- En 2004, la historia de Spicer-Simson fue narrada en el libro de Giles Foden titulado "Mimi and Toutou Go Forth: The Bizarre Battle for Lake Tanganyika" (Mimi y Toutou Adelante: La Extraña Batalla por el Lago Tanganica).
- En 2007, Christopher Dow relató la misma historia en un libro titulado "Lord of the Loincloth" (El Señor del Taparrabos);
- Ese mismo año, el autor suizo Alex Capus publicó la novela "A Question Of Time" (Una Cuestión De Tiempo),[16] que incluye a Spicer-Simson como uno de sus múltiples antihéroes.